# Live Earth Johannesburg
Il Live Earth Johannesburg è stato un concerto del Live Earth che ha avuto luogo il 7 luglio 2007 nel Coca Cola Dome, a Johannesburg, in Sudafrica.

## Ordine delle esibizioni
- Widescreen mode
- Angélique Kidjo
- Baaba Maal
- Vusi Mahlasela
- The Parlotones
- The Soweto Gospel Choir
- Joss Stone
- Jay Summers & The Flying Machines
- UB40
- Zola

Presentatori:
- Naomi Campbell
- DJ Suga

## Copertura mediatica
Il concerto è stato diffuso via internet in tutto il mondo da MSN.